# You Haven't Done Nothin'
«You Haven't Done Nothin'» es una canción interpretada por el músico estadounidense Stevie Wonder. Fue publicada en agosto de 1974 como el sencillo principal de su álbum de estudio Fulfillingness' First Finale.

## Escritura y temática
«You Haven't Done Nothin'» fue una de sus declaraciones políticas más enojadas, y estaba dirigida directamente al presidente Richard Nixon, quien renunció días después del lanzamiento del sencillo. Aunque la canción no era abiertamente racial, representaba el orgullo negro y la indignación en un sermón de tres minutos y medio. El lado B «Big Brother», extraído de su álbum Talking Book, también era una declaración política. En la canción, Wonder habla sobre las promesas electorales que hacen los políticos para abordar la pobreza y la marginación de las personas negras, pero que pronto se olvidan después de una victoria electoral.

## Recepción de la crítica
Billboard describió «You Haven't Done Nothin'» como “excepcionalmente poderosa” y más sutil que la mayoría de las canciones de protesta, elogiando particularmente el arreglo del sintetizador y la interpretación vocal. Cash Box lo llamó una “super pista llena de recuerdos de la gran «Superstition» de hace un tiempo” y dijo que “musicalmente, los vientos, los teclados, el bajo y la guitarra resaltan y vocalmente, además de la magia de Stevie, the Jackson 5 están ahí en ‘doo wops’”. Record World lo llamó “una canción de mensaje para acabar con todos ellos” en la que Wonder “trata directamente con aquellos que solo prometen su camino a un mundo mejor”.

## Lista de canciones
Todas las canciones escritas y compuestas por Stevie Wonder.
1. «You Haven't Done Nothin'» – 3:20
2. «Big Brother» – 3:35

## Créditos y personal
Créditos adaptados desde las notas de álbum de Fulfillingness' First Finale.
- Stevie Wonder – voz principal, clavinet, hi-hats, platillo crash, sintetizador, caja de ritmos
- Reggie McBride – bajo eléctrico
- The Jackson 5 – coros

## Otras versiones
Roger Daltrey, vocalista principal de the Who, versionó la canción en su álbum de 2018, As Long as I Have You. Bill Kopp de Goldmine calificó su versión como la mejor regrabación de la canción.